# São Roque (Oliveira de Azeméis)
Pour les articles homonymes, voir Vila Chã et São Roque.
São Roque ou Vila Chã de São Roque est une freguesia (une paroisse) urbaine portugaise du concelho (la municipalité) d'Oliveira de Azeméis. D'une superficie de 7,15 km2, elle comptait 5 480 habitants en 2001 soit une densité de 766 hab/km2.
Historiquement marquée par l'industrie de la chaussure, São Roque compte aussi deux banques (Millennium BCP et Finibanco), un bureau de poste et une pharmacie.

## Histoire
En 922, le roi Ordoño II de León confie la gestion du hameau au monastère de Crestuma (pt).
À cette époque et jusqu'au XVIIe siècle, les dénominations les plus communes sont São Pedro de Vila Chã (dénomination ecclésiastique) ou Vila Chã Serrana (dénomination courante). Le nom de Vila Chã de São Roque apparait pour la première fois dans les documents écrits dans un legs effectué par l'évêque de Coimbra Dom Gonçalo, en 1121. La première église est construite en 1590. L'histoire de la freguesia est alors marquée par l'installation de l'industrie du verre, d'abord par la verrerie de Côvo (1520-1924), la première du Portugal, puis celle de Bustelo (1878-1970).

## Démographie
| 1527      | 1623 | 1706                      | 1708       | 1758                      | 1768       | 1788                      | 1864 | 1878                        | 1883                        |
| --------- | ---- | ------------------------- | ---------- | ------------------------- | ---------- | ------------------------- | ---- | --------------------------- | --------------------------- |
| 38 foyers | 250  | 213 habitants, 120 foyers | 120 foyers | 542 habitants, 134 foyers | 134 foyers | 602 habitants, 149 foyers | 901  | 1 026 habitants, 216 foyers | 1 030 habitants, 225 foyers |

| 1900  | 1915                        | 1919                        | 1930                        | 1940                        | 1948                        | 1981  | 1991                          | 2001                          | - |
| ----- | --------------------------- | --------------------------- | --------------------------- | --------------------------- | --------------------------- | ----- | ----------------------------- | ----------------------------- | - |
| 1 076 | 1 087 habitants, 226 foyers | 1 087 habitants, 226 foyers | 1 740 habitants, 356 foyers | 2 194 habitants, 449 foyers | 2 523 habitants, 611 foyers | 4 395 | 5 149 habitants, 1 195 foyers | 5 466 habitants, 1 889 foyers | - |

## Jumelage
Sourzac (France) depuis 1999